# Jacques van Hoven
Jacques van Hoven, pseudoniem voor Jacques David Citroen, (Amsterdam, 18 november 1885 - Auschwitz, 1 oktober 1942) was een Nederlands toneelacteur en toneelregisseur.
Hij was zoon van Jeannette Polak en diamantslijper David Roelof Citroen. Tussen 1911 en 1926 (echtscheiding) was hij getrouwd met Sara Sajet. In dat laatste jaar trouwde hij met actrice Rika Hopper, waarna in 1938 opnieuw een echtscheiding volgde.
Van Hoven ging op veertienjarige leeftijd naar Londen om zich in de handel te bekwamen, bij zijn militaire keuring gaf hij nog als beroep winkelier aan. Twee jaar later was hij weer terug met het plan acteur te worden; hij begon ermee bij het Gezelschap Stoel en Spree. Hij nam les bij Louis de Vries en kreeg uiteindelijk een engagement bij de Nederlandsche Tooneelvereeniging, waar ook zijn artiestennaam Van Hoven ontstond. Later volgde nog het gezelschap van Herman Heijermans en het Calderontooneel. 
In latere jaren regisseerde hij, schreef hij enkele toneelstukken, en exploiteerde hij een openluchttheater in Bilthoven en leidde daarin Het Openlucht Tooneel. In september 1927 kwam hij met zijn echtgenote Rika Hopper in de directie van het Rika Hopper Theater. Omstreeks het jaar van echtscheiding 1938 verkocht Van Hoven het theater; het werd in datzelfde jaar failliet verklaard; hijzelf ook. Daarna startte hij zijn eigen Jacques van Hoven Gezelschap, dat bij de arisering werd opgeheven; Joodse artiesten mochten alleen nog optreden voor Joodse toeschouwers in Joodse theaters. In 1942 is hij dan ook lid van het Tooneel van het Joodsch Kleinkunst-Ensemble. 
Van Hoven schreef eerder het toneelstuk Mieke, dat actrice Esther de Boer-van Rijk speelde tijdens haar veertigjarig jubileum speelde.
Van Hoven werd tijdens de Tweede Wereldoorlog door de Duitse bezetter weggevoerd en werd omgebracht in het concentratiekamp Auschwitz. 